# サイモン・シン
サイモン・レーナ・シン（Simon Lehna Singh 、1964年9月19日 - ）は、プロデューサー、ジャーナリスト、サイエンス・ライター。大英帝国勲章（MBE）の受章者。

## 来歴
パンジャーブからの移民である両親の元、イギリス南西部サマーセット州に生まれる。
インペリアル・カレッジ・ロンドンで学び、その後ケンブリッジ大学大学院にて素粒子物理学の博士号を取得。
のちにテレビ局BBCに就職し、ドキュメンタリー番組『フェルマーの最終定理――ホライズンシリーズ』にて各種の賞を受賞した。後にこの番組はエミー賞にもノミネートされた。
この時の取材を元に書下した『フェルマーの最終定理』も高い評価を受けベストセラーとなる。
その後の著書も好評で一般向け科学書ではトップクラスの評価を得る。
現在もサイエンスジャーナリスト、プロデューサーやラジオ番組のパーソナリティとして活躍している。
2008年4月19日付のThe Guardian誌 にてカイロプラクティックの有効性を否定。この記事に対して英国カイロプラクティック協会（BCA）は執筆者であるサイモン・シンを訴えていたが、2010年4月にBCAは訴訟を取り下げた。

## 主な受賞歴
- 1996年 - 英国アカデミー賞
- 2003年 - 大英帝国勲章、名誉博士号（ラフバラー大学）
- 2005年 - 名誉博士号（サザンプトン大学）
- 2008年 - ケルヴィン・メダル（イギリス物理学会）

## 著書

### 単著
- 『フェルマーの最終定理　ピュタゴラスに始まり、ワイルズが証明するまで』青木薫 訳、新潮社、2000年1月。ISBN 4-10-539301-4。
  - 『フェルマーの最終定理』青木薫 訳、新潮社〈新潮文庫 シ-37-1〉、2006年6月。ISBN 4-10-215971-1。
- 『暗号解読　ロゼッタストーンから量子暗号まで』青木薫 訳、新潮社、2001年7月。ISBN 4-10-539302-2。
  - 『暗号解読』 上巻、青木薫 訳、新潮社〈新潮文庫 シ-37-2〉、2007年7月。ISBN 978-4-10-215972-9。
  - 『暗号解読』 下巻、青木薫 訳、新潮社〈新潮文庫 シ-37-3〉、2007年7月。ISBN 978-4-10-215973-6。
- 『ビッグバン宇宙論』 上、青木薫 訳、新潮社、2006年6月。ISBN 4-10-539303-0。
- 『ビッグバン宇宙論』 下、青木薫 訳、新潮社、2006年6月。ISBN 4-10-539304-9。
  - 『宇宙創成』 上巻、青木薫 訳、新潮社〈新潮文庫 シ-37-4〉、2009年2月。ISBN 978-4-10-215974-3。 - 『ビッグバン宇宙論』の文庫版。
  - 『宇宙創成』 下巻、青木薫 訳、新潮社〈新潮文庫 シ-37-5〉、2009年2月。ISBN 978-4-10-215975-0。
- 『数学者たちの楽園―「ザ・シンプソンズ」を作った天才たち―』青木薫 訳、新潮社、2016年5月。ISBN 978-4-10-539306-9。
  - 『数学者たちの楽園―「ザ・シンプソンズ」を作った天才たち―』青木薫 訳、新潮社〈新潮文庫 シ-37-7〉、2021年8月。ISBN 978-4-10-215977-4。

### 共著
- エツァート・エルンスト 共著『代替医療のトリック』青木薫 訳、新潮社、2010年1月。ISBN 978-4-10-539305-2。
  - エツァート・エルンスト 共著『代替医療解剖』青木薫 訳、新潮社〈新潮文庫 シ-37-6〉、2013年9月。ISBN 978-4-10-215976-7。 - 『代替医療のトリック』の改題。